# Freguesias et municipalités de Macao

Actuelles paroisses de Macao. Les paroisses correspondant aux numéros 1, 2, 3, 4 et 5 correspond à la ville de Macao. Les paroisses correspondant aux numéros 6 et 8 correspondent à la municipalité des Îles. La ville 7 n'existe pas, il s'agit de Cotai.

Les Freguesias et municipalités de Macao sont les anciennes divisions administratives de Macao en place durant la période portugaise.
Cette ancienne colonie portugaise était divisée en deux municipalités : la municipalité de Macao et la municipalité des Îles, qui étaient administrées par la chambrea municipale et supervisées par l'assemblée municipale.
À son tour, la ville de Macao, qui couvre toute la péninsule de Macao, a été divisée en cinq paroisses ou Freguesias: 
- Freguesia da Sé
- Freguesia de Nossa Senhora de Fátima
- Freguesia de Santo António
- Freguesia de São Lázaro
- Freguesia de São Lourenço

La Municipalité des Îles, qui couvre les îles de Taipa et de Coloane est divisée en deux paroisses:
- Freguesia de Nossa Senhora do Carmo (couvre toute l'île de Taipa)
- Freguesia de São Francisco Xavier (couvre toute l'île de Coloane)

Les Freguesias sont les plus petites divisions administratives du Portugal et de l'ancien empire portugais. Elles étaient la représentation civile des anciennes paroisses catholiques voila pourquoi souvent les noms des villages et des paroisses dans une localité donnée sont identiques. Le nom de paroisses et quasi-paroisses du diocèse de Macao ont également été utilisées pour désigner les 7 paroisses de Macao. Ils n'ont pas de statut administratifs, et sont seulement reconnu par le gouvernement comme de simples divisions symbolique de Macao.
La région de Cotai n'a pas encore été attribuée à une paroisse.
Toutefois, après la rétrocession de Macao à la république populaire de Chine (1999), le nouveau gouvernement de Macao abolit les municipalités de Macao et des îles, et crée deux villes provisoire : la municipalité provisoire de Macao et la municipalité des Îles provisoire. Il maintient également provisoirement les organes locaux, en les réorganisant et leur enlevant leurs pouvoirs politiques. Ces structures administratives ont été réaménagés pour prendre le nom, dans le cas des conseils municipaux, de conseil municipal provisoire de Macao "et" conseil municipal provisoire des Îles ", et pour les assemblées municipales de" l'Assemblée municipale provisoire de Macao "et de l'Assemblée municipale provisoire des îles. Mais, le 31 décembre 2001, les municipalités et leurs organes municipaux provisoires ont finalement été abolis, ce qui a abouti à un nouvel organe administratif, l'Institut pour les affaires civiles et municipales (IACM). L'IACM est subordonné à la secrétaire de l'administration et de la justice.